# Federazione cestistica del Belize
La Belize National Basketball Association (acronimo BNBA) è l'ente che controlla e organizza la pallacanestro in Belize.
È stato originariamente fondato come il Belize Amateur Basketball Association nel 1973 e organizza nazionali junior e adulte maschio e femmina concorsi. Essa gestisce anche tutte le squadre nazionali.
La BNBA è affiliata alla FIBA dal 1983 e l'attuale presidente è Paul Thompson.